# Кузмічов Іван Олександрович
Іван Олександрович Кузмічов (рос. Иван Александрович Кузьмичёв, нар. 20 жовтня 2000, Тольятті, Росія) — російський футболіст, центральний захисник клубу «Локомотив» (Москва).

## Ігрова кар'єра

### Клубна
Іван Кузмічов є вихованцем тольяттінського футболу. Перед сезоном 2019/20 Кузмічов перейшов до клубу «Лада-Тольятті», у складі якого дебютував на професійному рівні у Другій лізі. У січні 2020 року футболіст перейшов до клубу РПЛ «Урал». Але перший час продовжив грати у Другій лізі у складі дубля уральської команди. У РПЛ Кузмічов зіграв першу гру у травні 2021 року.
Перед початком сезону 2022/23 Іван Кузмічов підписав контракт на чотири роки з московським «Локомотивом».

### Збірна
У 2021 році Іван Кузмічов провів два поєдинки у складі молодіжної збірної Росії.